# إدغار ر. أندرسون جونيور
إدغار ر. أندرسون جونيور (بالإنجليزية: Edgar R. Anderson, Jr.)‏ هو ضابط أمريكي، ولد في 13 مارس 1940 في باتون روج في الولايات المتحدة.